# Erbse (Comicautor)
Erbse (* 8. Januar 1968 in Freiburg im Breisgau; bürgerlich Hans Eberhard Köpf) ist ein deutscher Comicautor. Er nimmt gern die Kletterszene auf die Schippe, z. B. im Panorama, dem Magazin des Deutschen Alpenvereins. Seine vielfältigen Themen reichen u. a. von den Alpen, dem Bergwandern, den Kletterern, den Tieren (die bei ihm denken und sprechen können) bis zum Umweltschutz.

## Leben und Wirken
Köpf studierte Germanistik und Sport auf Lehramt in Konstanz. Nach dem ersten Staatsexamen entschied er sich aber, sein Hobby Zeichnen zum Beruf zu machen. Erste Aufträge erhielt er von der Zeitschrift klettern und vom Panico Alpinverlag. 1996 erschien dort sein erster Comic-Band Sauber on sight. Er verarbeitet in seinen Comics eigene Erlebnisse aus Alltagsleben und Klettersport, den er bis fast zum Schwierigkeitsgrad 10 selbst ausgeübt hat.  Seit 2002 zeichnet er für das Magazin Panorama des Deutschen Alpenvereins.
Seit 2007 tritt er außerdem als Kabarettist zum Thema Klettern auf. Das erste Programm mit dem Titel „Wieso ausgerechnet klettern?!?“ hatte am 20. Oktober 2007 auf  dem 6. Kölner Alpintag Premiere. 2012 folgte „Einmal unsterblich“. 2018 trat er mit dem dritten Programm „Liederliches“ auf.
Erbse lebt mit seiner Frau und drei Kindern in Helmstadt-Bargen.

## Werke (Auswahl)
- Erbses Klettercomics. sechs Bände. 1. Auflage. Panico Alpinverlag, Köngen.:
  - Sauber on sight. Band 1, 1996, ISBN 978-3-926807-51-9.
  - Durchgerissen. Band 2, 1998, ISBN 978-3-926807-66-3.
  - Abgeschmiert. Band 3, 2001, ISBN 978-3-926807-58-8.
  - Ich komme! Band 4, 2003, ISBN 978-3-936740-02-8.
  - Stromausfall. Band 5, 2005, ISBN 978-3-936740-26-4.
  - Weggefatzt. Band 6, 2009, ISBN 978-3-936740-61-5.
- Sebastian Schrank, Schorsch Sojer und Erbse Köpf, mit Texten von Peter Brunnert: Abgründe. Klettercartoons & Rockcomix. Panico Alpinverlag, Köngen 2011, ISBN 978-3-936740-81-3.
- Rock’n Ratzefummel: Erbses Panoramacomics; 10 Jahre zeichnen für den DAV. Panico Alpinverlag, Köngen 2012, ISBN 978-3-936740-96-7.
- Rock’n Ratzefummel: Erbses Panoramacomics - Band 2; 20 Jahre zeichnen für den DAV. tmms-Verlag, 2022, ISBN 978-3-945271-51-3.

## Ausstellungen
- 2011: „Abgründe. Cartoons von Erbse, Georg Sojer und Sebastian Schrank“, Alpines Museum (München), 14. April – 23. Oktober[2][7]